# Microsystème électromécanique

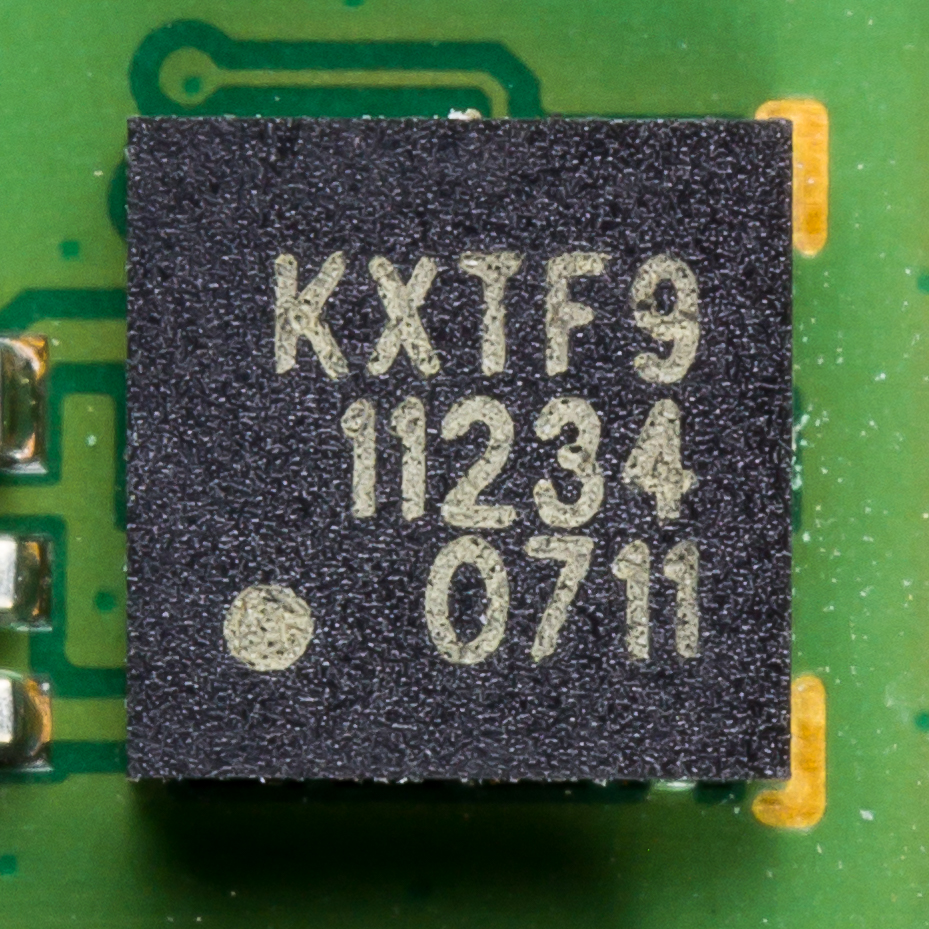
Un accéléromètre MEMS.

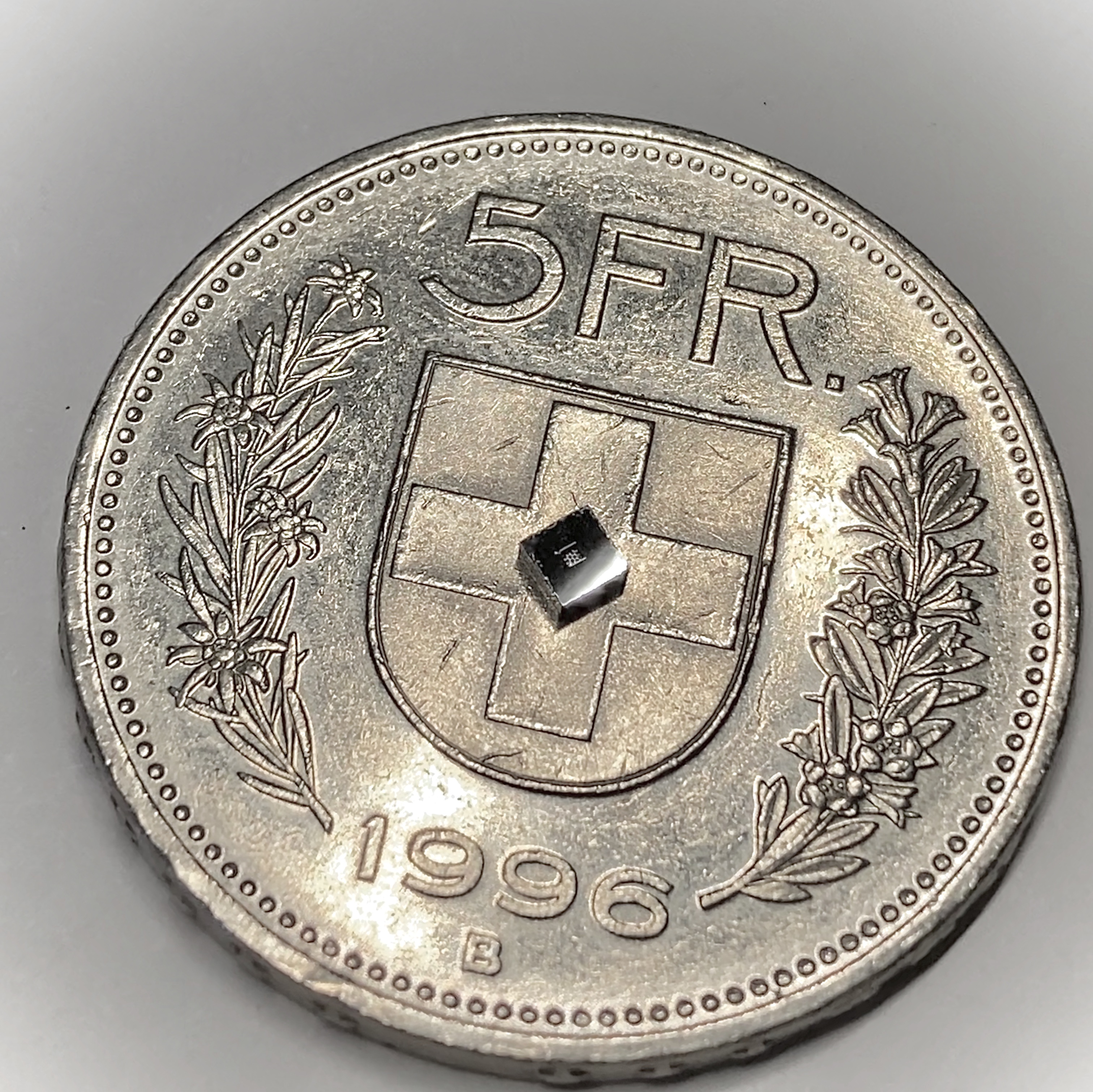
Un capteur de pression MEMS (sur une pièce qui donne l'échelle).

Un microsystème électromécanique est un microsystème fabriqué à partir de matériaux semi-conducteurs. Il comprend un ou plusieurs éléments mécaniques et utilise l’électricité comme source d’énergie, en vue de réaliser une fonction de capteur ou d’actionneur, avec au moins une structure présentant des dimensions micrométriques ; la fonction du système étant en partie assurée par la forme de cette structure. Le terme systèmes microélectromécaniques est la version française de l’acronyme anglais MEMS (Microelectromechanical systems). En Europe, le terme MST pour MicroSystem Technology est également d’usage, bien que nettement moins répandu.
Issus des techniques de la micro-électronique, les MEMS font appel pour leur fabrication aux microtechnologies, qui permettent une production à grande échelle. Ils sont utilisés dans des domaines aussi variés que l’automobile, l’aéronautique, la médecine, la biologie, les télécommunications, ainsi que dans certaines applications « de tous les jours » telles que certains vidéoprojecteurs, téléviseurs haute-définition ou airbags pour automobiles.

## Histoire
Les MEMS ont été développés au début des années 1970 en tant que dérivés de la micro-électronique et leur première commercialisation remonte aux années 1980 avec des capteurs de pression sur silicium qui remplacèrent rapidement les techniques plus anciennes et constituent encore une part importante du marché des MEMS,. Depuis lors les MEMS ont connu un important développement et restent encore en plein essor.
C'est un domaine de recherche relativement récent qui combine l'utilisation des techniques électroniques, informatiques, chimiques, mécaniques, optiques. Les MEMS sont le plus souvent à base de silicium, mais on utilise également d'autres matériaux suivant l'adéquation de leurs propriétés physiques à certaines applications, comme les métaux, les matériaux piézoélectriques, divers polymères, etc.
Face au développement de ce domaine, on a vu apparaître des termes dérivés pour désigner des MEMS spécialisés :
- dans le domaine optique on utilise le terme MOEMS (Micro Opto Electro Mechanical Systems) ou Optical MEMS ;
- dans le domaine biologique on utilise bioMEMS.

On notera aussi un nouveau terme, NEMS (Nano Electro Mechanical Systems), Nanosystèmes en français, désignant des structures semblables aux MEMS mais de taille nanométrique.

## Matériaux pour la fabrication de MEMS

### Silicium
Le silicium est le matériau utilisé pour créer des circuits intégrés les plus utilisés dans l'électronique grand public dans l'industrie moderne. Les économies d'échelle, la disponibilité des matériaux de haute qualité à bas prix et la capacité d'incorporer la fonctionnalité électronique font du silicium un matériau attrayant pour un large éventail d'applications MEMS. Le silicium a également des avantages significatifs engendrés par ses propriétés matérielles. Sous la forme de monocristaux, le silicium est un matériau de Hooke presque parfait, ce qui signifie que, quand il est fléchi il ne subit pratiquement pas d'hystérésis et par conséquent pratiquement aucune dissipation d'énergie. De plus ce mouvement est répétable, ce qui rend également le silicium très fiable car il souffre très peu de fatigue et peut avoir des durées de vie de l'ordre de plusieurs milliards de milliards de cycles sans rupture.

### Polymère
Bien que l'industrie électronique fournit une économie d'échelle pour l'industrie du silicium, le silicium cristallin est encore un matériau complexe et relativement coûteux à produire. Les polymères d'autre part peuvent être produites en grandes quantités, avec une grande variété de caractéristiques des matériaux. Des dispositifs MEMS peuvent être fabriqués à partir de polymères par des procédés tels que le moulage par injection, le gaufrage ou la stéréolithographie et sont particulièrement bien adaptés à des applications microfluidiques tels que des cartouches d'analyse de sang jetables.

### Métal
Les métaux peuvent également être utilisés pour créer des éléments de MEMS. Bien que les métaux ne jouissent pas de tous les avantages mécaniques du silicium, ils peuvent présenter, dans les limites d'utilisation des MEMS, un degré de fiabilité très élevé. Les métaux peuvent être appliqués par électrodéposition, par vaporisation sous vide ou par pulvérisation cathodique. Les métaux couramment utilisés comprennent l'or, le nickel, l'aluminium, le cuivre, le chrome, le titane, le tungstène, le platine et l'argent.

## Technique de fabrication
Les techniques de fabrication des microsystèmes dérivent assez largement de celles de la microélectronique. Des Wafers de silicium sont généralement utilisés comme substrat, et les microsystèmes sont produits par une succession d'étapes d'épitaxie, de dépôt de résine, de photolithographie et d'attaque sèche ou humide.
Les principales spécificités des techniques de microsystèmes, comparées à la microélectronique, sont liées à la réalisation de parties mobiles, donc relativement détachées du substrat, ce qui s'obtient généralement par recours à une couche sacrificielle.

## Composition
Les MEMS sont composés de mécanismes mécaniques (résonateurs, poutres, micromoteurs, etc.) réalisés sur silicium à l’échelle micrométrique. Ces différents éléments mécaniques sont mis en mouvement (actionnés) grâce aux forces générées par des transducteurs électromécaniques. Ceux-ci sont alimentés par des tensions produites avec des circuits électroniques avoisinants. Les transducteurs électromécaniques jouent alors le rôle de l’interface entre les domaines mécanique et électrique. Les transducteurs électrostatiques ou capacitifs y sont utilisés le plus souvent, bien que l’on puisse rencontrer des interfaces électromécaniques basées sur des phénomènes magnétiques et thermomécaniques.

## Exemples d'application
Si les laboratoires ont imaginé et produit un nombre immense de MEMS, avec des applications allant de l'électronique à la biologie, les plus importants (industriellement) sont :
- les injecteurs pour imprimantes à jet d'encre ;
- les matrices de micro-miroirs qui définissent les pixels de certains modèles de vidéoprojecteurs ou les micro-miroirs analogiques (en)[8] ;
- la première projection cinéma numérique publique d'Europe (2000) réalisée par Philippe Binant reposait sur l'utilisation d'un MEMS optique[9],[10] ;
- les MEMS inertiels, comme les accéléromètres et les gyromètres, destinés à des domaines divers tels que l'automobile ou plus récemment le jeu vidéo, comme la manette à détection de mouvement des console de jeu[11] ou des smartphones[12],[13] ;
- les vannes de contrôle microfluidiques ;
- les micro-relais, le plus souvent à actionnement capacitif[14] ;
- les émetteurs/récepteurs acoustiques, comme les cMUTs (capacitifs) ou les pMUTs (piézoélectriques) ;
- les capteurs de pression ;
- les filtres électromécaniques, qui isolent une fréquence du signal d'entrée en utilisant la résonance d'un système masse-ressort ;
- les commutateurs électro-holographiques utilisés en télécommunication optique pour isoler les longueurs d'onde, pour le démultiplexage fréquentiel (FDM) ;
- les micropinces.